# Château de la Bouthière
Le château de la Bouthière est situé sur la commune de Saint-Léger-sous-Beuvray en Saône-et-Loire.

## Description
Le château a conservé deux corps de bâtiments flanqués de deux tours rondes et un porche d'entrée.
Le château, propriété privée, ne se visite pas.

## Historique
- Moyen Âge : le fief, le plus important de la paroisse de Saint-Léger-sous-Beuvray, relève de la châtellenie de Glenne.
- XVIe siècle : par mariage, il passe successivement aux Vichy, aux Chargères, aux Arlay de la Boulaye, aux Limenton de la Goutte et aux Costa de Beauregard.
- Époque moderne : le château est transformé en bâtiments agricoles.
- Depuis 1969 : il est aménagé en habitations particulières.